# Lac La Sorbière
Lac La Sorbière är en sjö i Kanada.   Den ligger i regionen Saguenay–Lac-Saint-Jean och provinsen Québec, i den östra delen av landet, 600 km nordost om huvudstaden Ottawa. Lac La Sorbière ligger 499 meter över havet. Arean är 8,5 kvadratkilometer. Den sträcker sig 8,9 kilometer i nord-sydlig riktning, och 5,0 kilometer i öst-västlig riktning.
Trakten runt Lac La Sorbière är nära nog obefolkad, med mindre än två invånare per kvadratkilometer.